# Arno Hellmis
Arno Hellmis (* 19. März 1901 in Soldau; † 6. Juni 1940 in Frankreich) war ein deutscher Sportreporter in der Zeit des Nationalsozialismus.
Seit 1934 war er ständiger Mitarbeiter des Völkischen Beobachters.
Er kommentierte unter anderem den ersten Boxkampf zwischen Joe Louis und Max Schmeling am 19. Juni 1936, mit dem er in Deutschland große Bekanntheit erlangte.
Hellmis fiel 1940 in Frankreich als Wachtmeister.